# انتخابات فدرال کانادا (۲۰۲۵)
انتخابات فدرال کانادا (۲۰۲۵) در ۲۸ آوریل، برای انتخاب اعضای مجلس عوام چهل و پنجمین مجلس کانادا برگزار شد. احکام انتخابات در ۲۳ مارس ۲۰۲۵، پس از آنکه فرماندار کل مری سایمون درخواست انحلال پارلمان از نخست وزیر مارک کارنی را پذیرفت، صادر شد. این اولین انتخاباتی بود که از نقشه انتخاباتی جدید ۳۴۳ کرسی بر اساس سرشماری کانادا در سال ۲۰۲۱ استفاده کرد. موضوعات اصلی مبارزات انتخاباتی هزینه زندگی، مسکن، جرم و جنایت، مالیات کربن صنعتی و به ویژه تعرفه‌ها و تهدیدهای الحاق توسط دونالد ترامپ، رئیس‌جمهور ایالات متحده آمریکا بود.

## نظرسنجی‌ها

دگرگونی تمایلات رأی دهی بر اساس نظرسنجی‌های انجام شده در دوره پیش از تبلیغات انتخاباتی چهل و پنجمین دوره انتخابات فدرال کانادا. خطوط روند، رگرسیون‌های محلی ۳۰ نظرسنجی هستند، که نظرسنجی‌ها بر اساس مجاورت زمان و یک تابع لگاریتمی اندازه نمونه وزن می‌شوند. نوارهای اطمینان ۹۵ درصد نشان دهنده عدم اطمینان در مورد خطوط روند هستند، نه احتمال اینکه نتایج واقعی انتخابات در فواصل زمانی قرار گیرد.

نظرسنجی‌های انتخابات: